# Graeme Rutjes
Graeme Wayne Rutjes (ur. 26 marca 1960 w Sydney w Australii) – holenderski piłkarz grający na pozycji środkowego obrońcy. Z reprezentacją Holandii, w której barwach rozegrał 13 meczów, brał udział w finałach mistrzostw świata 1990. Od 1985 do 1996 roku był zawodnikiem klubów belgijskich – KV Mechelen i RSC Anderlecht. Łącznie zdobył z nimi pięć tytułów mistrzowskich i dwa Puchary kraju, ponadto z Mechelen w 1988 roku wygrał rozgrywki o Puchar Zdobywców Pucharów.

## Sukcesy piłkarskie
- mistrzostwo Belgii 1989, Puchar Belgii 1987, Puchar Zdobywców Pucharów 1988 oraz Superpuchar Europy 1988 z KV Mechelen
- mistrzostwo Belgii 1991, 1993, 1994 i 1995, wicemistrzostwo Belgii 1992 i 1996, Puchar Belgii 1994 oraz Superpuchar Belgii 1993 i 1995 z RSC Anderlechtem

W reprezentacji Holandii od 1989 do 1991 roku rozegrał 13 meczów i strzelił 1 gola – uczestnik mistrzostw świata 1990 (1/8 finału, wystąpił w jednym meczu).